# بيوتر

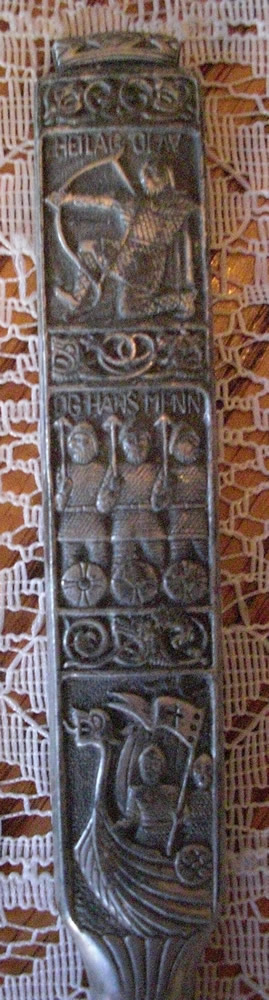
زخرفة على تحفة معدنية مصنوعة من البيوتر

بيُوتَر هي سبيكة معظمها من القصدير بنسبة تراوح بين 85–99% ويضاف إليها نسب متفاوتة من النحاس والإثمد والبزموت وأحياناً من الرصاص أو الفضة. تتسم سبيكة البيوتر بصفات فيزيائية مثل قابلية السحب وانخفاض نقطة الانصهار (بين حوالي 170 - 230 °س)، وذلك اعتماداً على نسب الفلزات في مزيج التركيب.
تشتق تسمية بيوتر على الأغلب من تحوير كلمة Spelter، وهو مصطلح يستخدم لوصف سبائك الزنك.

## التاريخ
يعود استخدام البيوتر إلى بداية العصر البرونزي في الشرق الأدنى. عثر على اقدم قطعة بيوتر في قبر فرعوني يعود إلى حوالي 1450 سنة قبل الميلاد.

## اقرأ أيضاً
- بابت
- برونز
- معدن بريطانيا
- سبيكة فيلد